# Cayratia eurynema
Cayratia eurynema är en vinväxtart som beskrevs av Brian Laurence Burtt. Cayratia eurynema ingår i släktet Cayratia och familjen vinväxter. Inga underarter finns listade i Catalogue of Life.